# Консолідована фінансова звітність
Консолідована фінансова звітність — фінансова звітність, яка відображає фінансове становище, результати діяльності та рух грошових коштів юридичної особи та її дочірніх підприємств як єдиної економічної одиниці.
Вперше консолідована звітність з'явилась у США на початку XX століття, коли характерною особливістю економічного розвитку того періоду стали злиття, придбання одних підприємств іншими та формування в результаті таких процесів економічних гігантів. В 1901 році американською компанією Дж. П. Моргана «United States Steel Company» було підготовлено і представлено консолідований бухгалтерський звіт.
Існує низка методик проведення консолідації, які передбачають збір і обробку великого обсягу інформації. Вибір методики проведення консолідації залежить від частки володіння компанією (дочірня, асоційована, або ж в компанії просто вкладені інвестиції, що не дають контролю), і від характеру групи компаній (між компаніями існують інвестиційні або договірні відносини, або ними володіє одна особа або група осіб). Обрана методика, в свою чергу, визначає суть, кількість і характер процедури консолідації. Процедура консолідації фінансових звітів складається з трьох основних процесів: підготовки звітності кожним окремим підприємством групи, проведення коригувань і складання власне консолідованої звітності.

## В Україні
Необхідність представлення консолідованої звітності в Україні викликана появою холдингових компаній, концернів, інших груп, а також акціонерних товариств зі значною кількістю дочірніх підприємств.
Проте, незважаючи на вище вказаний фактор, представлення консолідованої звітності стало реальним лише з прийняттям національних стандартів бухгалтерського обліку, зокрема стандарту «Консолідована фінансова звітність». До цього моменту групи підприємств, пов'язаних між собою системою участі, складали зведену звітність за традиційною методикою з використанням елементів консолідації.
Відповідно до «Загальних вимог до фінансової звітності» консолідована фінансова звітність — це звітність, яка відображає фінансовий стан і результати діяльності юридичної особи та її дочірніх підприємств як єдиної економічної одиниці.
Вона містить консолідовані:
- 1)баланс;
- 2)звіт про фінансові результати;
- 3)звіт про рух грошових коштів;
- 4)звіт про власний капітал;
- 5)примітки до консолідованої звітності.

Для формування консолідованої звітності материнське та дочірні підприємства подають свої фінансові звіти, складені за однаковий період і на ту саму дату балансу.
Консолідовану фінансову звітність необхідно відрізняти від зведеної.